# Buddleja axillaris
Buddleja axillaris är en flenörtsväxtart som beskrevs av Carl Ludwig von Willdenow. Buddleja axillaris ingår i släktet buddlejor, och familjen flenörtsväxter. Inga underarter finns listade i Catalogue of Life.